# Xyleus insignis
Xyleus insignis is een rechtvleugelig insect uit de familie Romaleidae. De wetenschappelijke naam van deze soort is voor het eerst geldig gepubliceerd in 1894 door Giglio-Tos.